# Crepidomanes griffithii
Crepidomanes griffithii är en hinnbräkenväxtart som först beskrevs av V. d. Bosch, och fick sitt nu gällande namn av Ram Das Dixit och Ghosh. Crepidomanes griffithii ingår i släktet Crepidomanes och familjen Hymenophyllaceae. Inga underarter finns listade.